# William Carl Burger
Pour les articles homonymes, voir Burger.
William Carl Burger, né en 1932 et mort en décembre 2022, est un botaniste américain connu pour ses contributions à la connaissance de la flore du Costa Rica. Burger a décrit plus de 100 espèces végétales, principalement dans les Lauraceae et les Moraceae.
Après des études à l'Université Columbia et à l'Université Cornell, il obtient un doctorat de l'Université Washington de Saint-Louis en 1961. Il a été directeur du Département de botanique au Musée Field d'histoire naturelle de Chicago de 1978 à 1985 et reste conservateur émérite de l'herbier des plantes vasculaires.